# Ана-Мария Матуте
Ана-Мария Матуте (на испански: Ana María Matute) е испанска писателка на произведения в жанра драма, исторически роман и детска литература.

## Биография и творчество
Ана-Мария Матуте Аусежо е родена на 26 юли 1925 г. в Барселона, Испания. Едно от петте деца в семейството. Баща ѝ Факундо Матуте е собственик на фабрика за чадъри. Боледува често, а на 4-годишна възраст се разминава със смъртта след бъбречна инфекция. По-късно, за възстановяване, е отведена да живее при бабите и дядовците си в Мансила де ла Сиера, малък град в планината, Тя разказва, че е била дълбоко повлияна от селяните, с които се е срещала през времето си там. Влияние ѝ оказва и испанската гражданска война, която избухва, когато тя е 10-годишна, и вижда не само агресията между страните, а и вътрешните им борби. По време на военните години редактира списание за своите братя и сестри.
Още в юношеската си възраст тя публикува кратки истории. Първия си разказ „Съседчето“ публикува, когато е 17-годишна. Тогава пише и първия си роман Pequeño teatro („Малък театър“), който е публикуван 11 години по-късно и е удостоен с награда „Планета“.
Първият ѝ роман Los Abel („Семейството на Авел“) е издаден през 1948 г. В него, а и в други свои произведения, използва библейски препратки, като историята за Каин и Авел, за да символизира семейното разделение, причинено от гражданската война в Испания.
По-известните книги на писателката са „Мъртви синове“, „Войниците плачат нощем“, „Капан“ и „Необитаваният рай“. Авторка е на сборници с разкази и на произведения за деца и юноши.
Става известна с живописните си описания на селския живот, който я впечатлява в детството ѝ. Израства по време на военната диктатура на Франко, поради което някои от най-повтарящите се теми в нейните творби са насилие, отчуждение, нещастие и особено загуба на невинност. Работата ѝ е силно цензурирана, тя е вписана в черен списък за работата си като журналист и е глобявана за работата си. Тя е от представителите на поколението на 50-те години в Испания, наричано още „поколението на уплашените деца“.
Била е лектор в редица известни университети като тези в Оклахома, Индиана и Вирджиния. Почетен член е на Испанското общество на Америка, на Сигма Делта Пи и е почетен сътрудник на Американската асоциация учители по испански и португалски език.
Заема място К на Кралската испанска академия през 1996 г. (след поетесата Кармен Конде и историчката Кармен Иглесиас) и е една от шестте жени в нея до смъртта си. През 2007 г. получава испанската Национална награда за литература. През 2010 г. за цялостното си творчество е удостоена с престижната награда „Сервантес“, връчена ѝ лично от крал Хуан Карлос в Университета на Алкала де Енарес, родния град на Сервантес.
На 17 ноември 1952 г. се омъжва за писателя Рамон Еухенио де Гойкочеа. Имат син, Хуан Пабло, на когото тя посвещава различни детски истории. Развеждат се през 1963 г. Според законите на Испания след развода съдът дава пълни права за бившия ѝ съпруг и на нея не ѝ е позволено да се вижда със сина си, което ѝ причинява голямо емоционално страдание. По-късно се свързва с френския бизнесмен Хулио Брокард. С него споделя страстта си да пътува, до смъртта му на 26 юли 1990 г.
Ана-Мария Матуте умира от инфаркт на 25 юни 2014 г. в Барселона.

## Произведения

### Самостоятелни романи
- Los Abel (1948)
- Luciérnagas (1949) – поради цензура е публикуван през 1955 г.
- Fiesta al noroeste (1953) – награда „Кафе Гижон“ (Premio Café Gijón)
- Pequeño teatro (1954) – награда „Планета“
- En esta tierra (1955)
- Los hijos muertos (1958) – награда на критиката, Национална награда за литература
Мъртви синове, изд.: „Народна култура“, София (1967), прев. Тодор Нейков
- Algunos muchachos (1964)
- En el tren (2001)
- Paraíso inhabitado (2008)
Необитаваният рай, изд.: „Рива“, София (2011), прев. Лилия Добрева
- Demonios familiares (2014)

### Серия „Търговците“ (Los mercaderes) – автобиографична
1. Primera memoria (1960) – награда „Надал“
Пръв спомен, изд.: „Народна култура“, София (1979), прев. Стефан Савов
2. Los soldados lloran de noche (1964) – награда „Фастенрат“
Войниците плачат нощем, изд.: „Хр. Г. Данов“, Пловдив (1978), прев. Ана Златкова
3. La trampa (1969)

### Серия „Средновековна трилогия“
1. La torre vigía (1971)
2. Olvidado Rey Gudú (1996) – награда на критиката
3. Aranmanoth (2000)

### Детска литература
- El país de la pizarra (1956)
- Paulina, el mundo y las estrellas (1960)
Паулина, изд.: „Народна младеж“, София (1990), прев. Тамара Такова
- El saltamontes verde (1961)
- El caballito loco (1961)
- El río (1963) – разкази
Реката, изд.: „Отечество“, София (1980), прев. Лъчезар Мишев
- El Polizón Del Ulises (1965) – национална награда за детска литература „Лазарило“
Пътникът без билет на „Одисей“, изд.: „Отечество“, София (1978), прев. Лъчезар Мишев
- El aprendiz (1972)
- Carnavalito (1972)
- Sólo un pie descalzo (1983) – национална награда за детска и младежка литература
С едно босо краче, изд.: „Народна младеж“, София (1990), прев. Тамара Такова
- La oveja negra (1994)
- El verdadero final de la Bella Durmiente (1995) – награда „Барселона“
- Tolín (2003)

### Разкази (издадени на български език)
- „Царят на зенните“ в „Испански морски новели“, изд.: ИК „Георги Бакалов“, София (1981), прев. Румен Стоянов

### Сборници
- La pequeña vida – издаден и като El tiempo (1953)
- Los niños tontos (1956)
- El arrepentido y otras narraciones (1961)
- Historias de la Artámila (1961)
Артамилски истории, изд.: „Профиздат“, София (1970), прев. Анета Гечовска
- Tres y un sueño(1961)
- Libro de juegos para los niños de los otros (1961)
- La virgen de Antioquía y otros relatos (1990)
- El árbol de oro (1991)
- De ninguna parte 1993) – награда „Антонио Мачадо“ за разказ
- Los de la tienda; El maestro; La brutalidad del mundo (1998)
- Todos mis cuentos (2000)
- Cuentos de infancia (2002)
- Las Artámilas (2011)
- Demonios familiares (2014)
- La puerta de la luna: Cuentos completos (2010)

### Екранизации
- 1974 Pecado de omisión – история
- 1975 Le passager clandestin – ТВ филм
- 1977 Novela – ТВ сериал, 1 епизод
- 1987 El polizón del Ulises
- 1991 Narradores – ТВ сериал, 1 епизод
- 2007 La felicidad – история